# Távfűtés

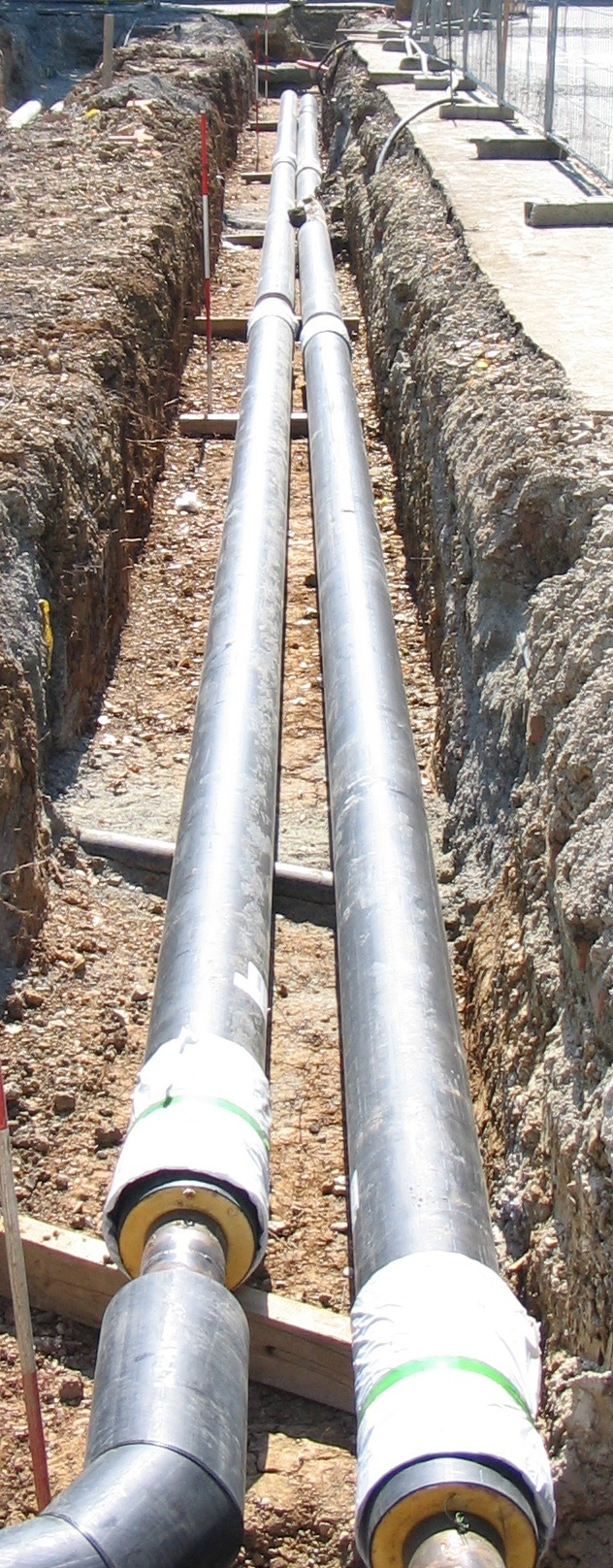
Távfűtővezeték építése (Tübingen, Németország)

A távfűtés távvezetékeken történő hőenergia-szolgáltatás, amely többféle energia felhasználására képes. Hatékonyabb, így környezetbarátabb lehet olyan helyen, ahol egy egységben többszáz fűtési igény jelentkezik, mint a lakásonkénti/épületenkénti fűtőegységek használata. A kapcsolt hő- és villamosenergia-termelés részaránya a gázmotoros erőművi egységek sokasodásával egyre növekszik. A globális felmelegedés miatt fokozódik a távfűtés energetikai jelentősége. A távfűtés olyan műszaki megoldások megvalósítója és olyan új energiahordozók felvevője lehet, amelyek gazdaságosan csak nagyobb teljesítménytartományban, vagy időszakosan hasznosíthatók. A megújuló energiaforrások sokkal gazdaságosabban használhatóak fel, amennyiben nagy teljesítményű hőtermelő egységeket alkalmaznak. A Föld belső hője elvileg kimeríthetetlen hőenergia forrás. A természetes vagy mélyfúrású kútból származó, geotermikus energiára kapcsolt távfűtési rendszerekkel a hő  eljuttatható a felhasználókig.
A távfűtéshez szükséges hőenergiát túlnyomó részben fosszilis tüzelőanyagok elégetésével állítják elő. Azonban az alternatív lehetőségek közül a biogáz fejlesztő üzemek hője, a biomassza, hulladéklerakói depóniagáz, szennyvíz hő, a geotermikus energia, nagy hőszivattyúk, szezonális lakótelepi hőtárolók,  vagy az erőművek hulladékhő (kondenzációs hő) alkalmazásának támogatásával nemcsak a biztonságos energiaellátásról lehet gondoskodni, hanem csökkenteni lehet a környezet terhelését is. Az erőművek hasznos teljesítményén felül az energiafogyasztás jelentős része (modernebb erőműveknél kb. 45%-a) hulladéknak minősül, és a környezetbe adódik át. Jelenleg ennek kis része kerül a távfűtésbe, ami további fejlesztésekre ad lehetőséget.  

## Története

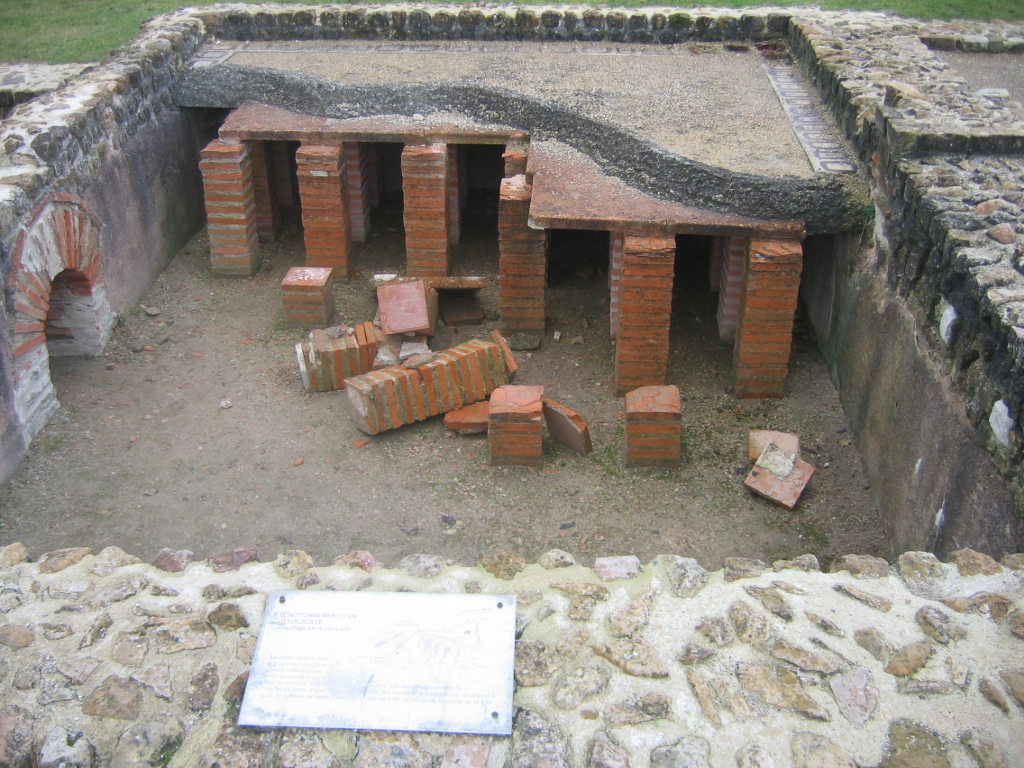
Padlófűtéses római villa maradványai Franciaországban

Az ókorban már ismerték a padlófűtést. A helyiség padlózata magas oszlopokon feküdt. Az épületen kívülről bevezetett égéstermék a padló alatti térben a tartóoszlopok között áramlott, majd egy a falban kiépített füstelvezető rendszeren át jutott ki a szabadba. Ezt a rendszert Hypocaustum fűtésnek nevezték.

## Távfűtés Európában

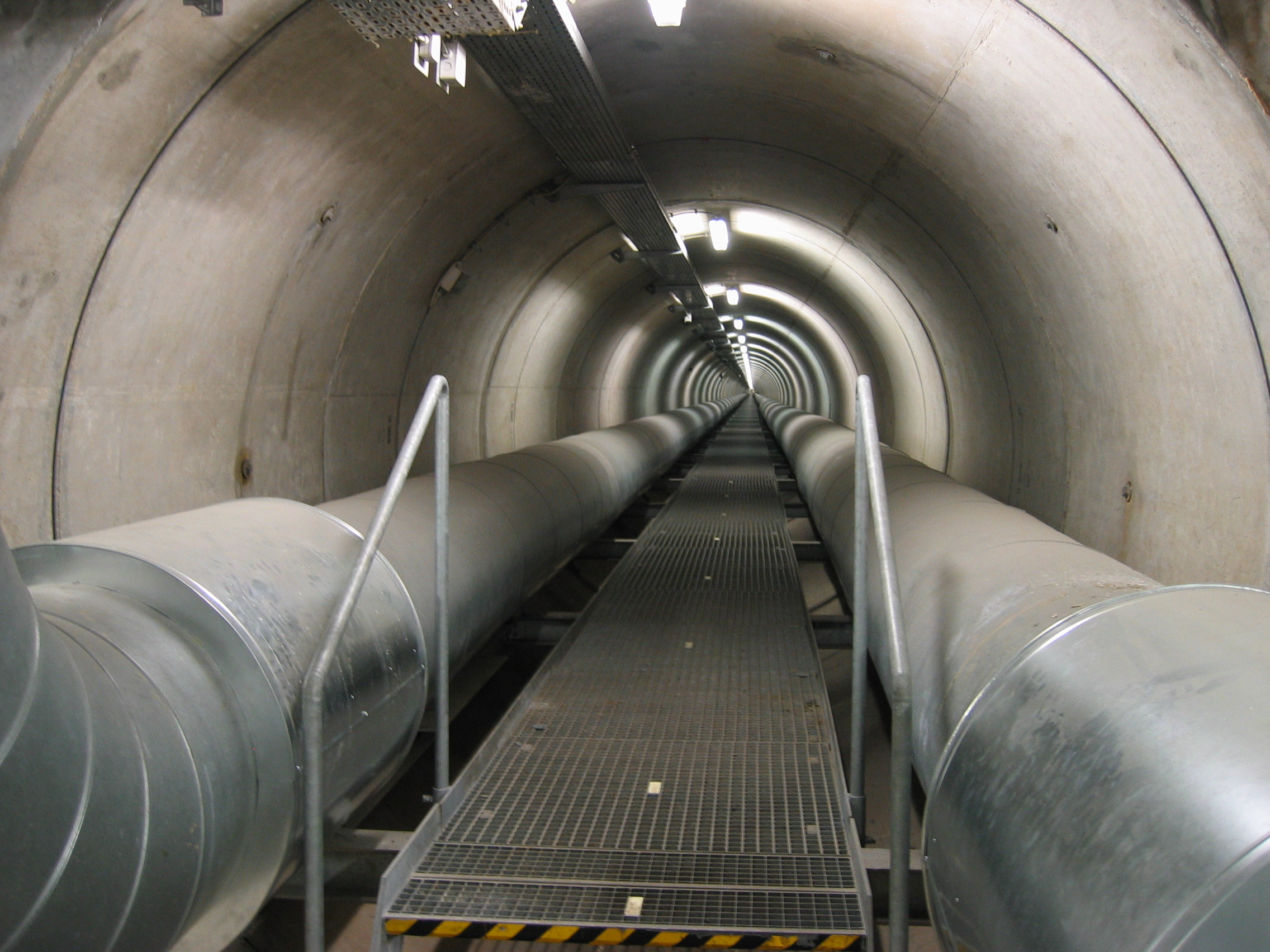
Távhővezeték közműalagútban (Németország)

Az Európai Unió tagországaiban a távfűtés az egyik legnépszerűbb fűtési mód. Az EU a települési önkormányzatokat bátorítja a kapcsolt energiatermelésen alapuló távfűtés fejlesztésére.

## Távfűtés Magyarországon

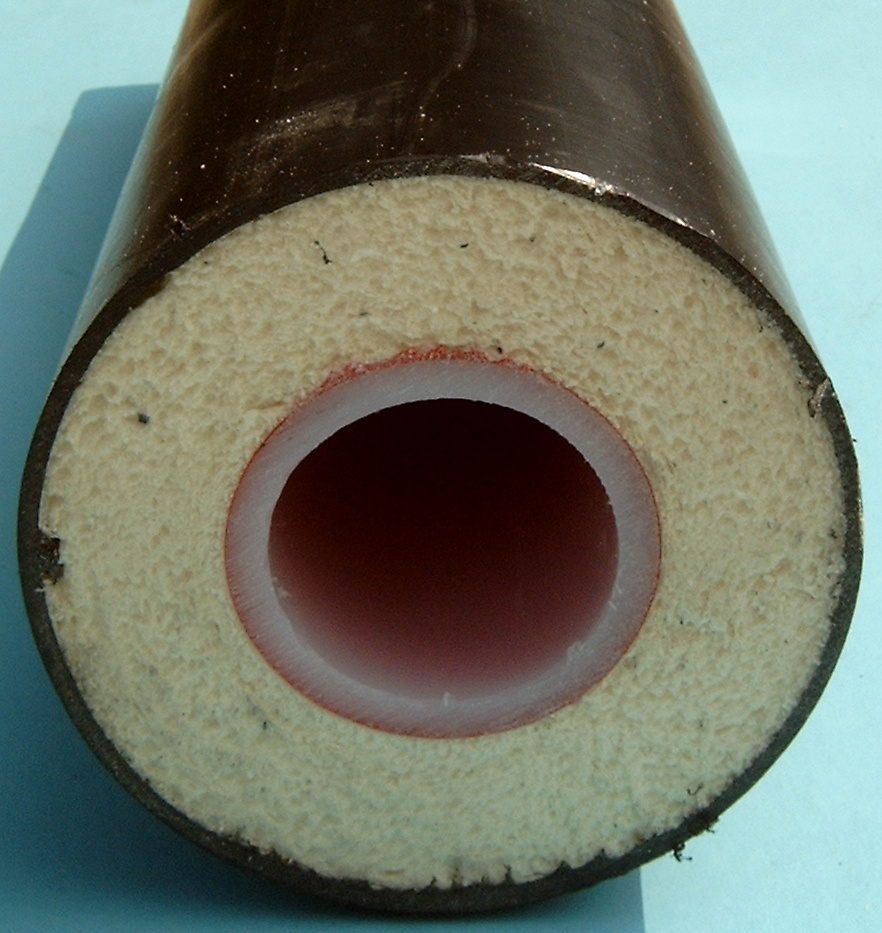
Távfűtővezeték keresztmetszete

Fűtési módok megoszlása a magyar háztartásokban (2005):
- távfűtés 17,70%
- gázfűtés 58,50%
- egyéb 23,80%

Magyarországon a távhőellátás az 1960-as években a gombamód szaporodó panelépületek építésével egyidőben jelent meg, de létrejöttét inkább az alacsony beruházási költségekre való törekvés, mintsem az igényes megoldások jellemezték.
A kezdetben beépített távfűtési rendszerek ma már csak korszerűsítéssel tudnak megfelelni a jelenlegi szabványok előírásainak.
Magyarországon a szocialista rendszerben felépült épületgépészeti megoldásokkal rendelkező panelépületek nagyon sok problémát okoznak. Egyes fejlett ipari országokban ma nagyobb adóval terhelik azokat, akik nem távfűtéses megoldást választanak az új lakóépületek építésénél: ebből a többletadóból támogatják a távfűtést.
A távfűtés elindítása időjárási körülmények függvénye. Feltételei:
- a napi átlaghőmérséklet 10 °C alá csökken, vagy
- két egymást követő napon 12 °C alatt alakul, vagy
- szeles időben 12 °C alatt alakul a napi átlaghőmérséklet.

A távhőszolgáltatás időszaka minden év szeptember 15-től a következő év májusának tizenötödik napjáig tart.